# 에데르 밀리탕
에데르 가브리에우 밀리탕(포르투갈어: Éder Gabriel Militão, 1998년 1월 18일 ~ )는 브라질의 축구 선수로 포지션은 센터백이다. 현재 스페인 프리메라리가의 레알 마드리드 소속이다.

## 선수 경력

### 클럽
2017년 자국 리그의 상파울루 FC에서 데뷔한 후 2018 시즌까지 공식전 57경기 4골로 캄페오나투 파울리스타 2회 연속 4강 진출의 성과를 남겼다.
그 뒤 상파울루를 떠나 2018-19 시즌 개막을 앞둔 2018년 8월 7일 포르투갈 프리메이라리가의 명문팀인 FC 포르투로 이적하여 공식전 46경기 5골로 리그 준우승, 포르투갈컵 준우승, 포르투갈 리그컵 준우승, 2018-19년 UEFA 챔피언스리그 8강 진출에 힘을 실어주었다.
그리고 2018-19 시즌 종료 후 포르투를 떠나 무려 약 690억원의 이적료에 스페인 프리메라리가 전통의 명문팀이자 FC 바르셀로나의 영원한 라이벌인 레알 마드리드와 입단 계약을 체결한 뒤 현재까지 2019-20 리그 우승, 2020년 스페인 슈퍼컵 우승, 2020-21 리그 준우승, 2020-21년 UEFA 챔피언스리그 4강 진출 등에 일조했다.

### 국가대표팀
2018년 9월 11일 브라질 성인대표팀 소속으로 미국 프로 풋볼 워싱턴 풋볼팀의 홈 구장인 페덱스필드에서 열린 엘살바도르와의 축구 국가대표팀 친선 경기에서 국제 A매치 데뷔전을 치렀다.
이후 이듬해 자국에서 열린 2019년 코파 아메리카에 출전하여 팀 통산 37번째 코파 아메리카 우승을 거머쥐었고 2년 후 또 다시 자국에서 열린 2021년 코파 아메리카에도 출전하여 에콰도르와의 B조 조별리그 최종전에서 A매치 데뷔골을 터뜨리며 브라질의 2연속 결승 진출을 조력했지만 팀은 결승전에서 라이벌 아르헨티나에 0-1로 패하며 아르헨티나의 28년만의 코파 아메리카 우승의 희생양이 되고 말았다.

## 수상

#### 레알 마드리드
- 라리가 : 2019-20, 2021-22
- 스페인 슈퍼컵 : 2019-20, 2021-22
- UEFA 챔피언스리그 : 2021-22
- UEFA 슈퍼컵 : 2022
- FIFA 클럽 월드컵 : 2022

#### 브라질
- 코파 아메리카 : 우승 (2019), 준우승 (2021)

### 개인
- 프리메이라리가 이 달의 수비수 : 2018년 9월, 10월, 11월, 12월, 2019년 1월
- 프리메이라리가 올해의 팀 : 2018-19
- 프리메이라리가 페어플레이 선수상 : 2018-19